# 楊美
楊美（931年—978年），本名光美，并州文水县人，五代十国后汉至北宋时期将领。
楊美容貌俊美、体格雄偉，武力超人，自任豪侠。後漢乾祐年間，郭威討伐李守貞、王景崇、趙思綰，楊美至郭威軍門献策。郭威与楊美交谈，认为他豪迈，留在幕下。後周广順元年（951年），楊美累進禁軍大校，在柴荣麾下遠征淮南，以功被提拔为铁騎都指揮使，兼白州刺史。
建隆元年（960年），北宋建立，楊光美担任内殿直都知。建隆三年（962年）青州北海县升为軍，楊美担任北海軍使。乾德二年（964年），召回开封府，北海軍民数百人到京师宮殿前请求楊美留任，皇帝下诏让他们离去，他们不肯，最后被人鞭打驱散。楊美转任馬步軍都頭。参与征討後蜀，担任归州路战棹左右厢都指揮使。乾德三年（965年），後蜀灭亡，楊光美转任内外馬步軍副都軍頭，兼恩州团练使。開宝二年（969年），担任端州防禦使。開宝六年（973年）加都軍頭，兼宣州观察使。担任虎捷左右厢都指揮使、兼河西軍節度。
開宝九年（976年），党進、潘美攻打北漢，楊美担任行营馬軍都虞候。太平興国二年（977年）冬，出任保静軍節度使。太平興国三年（978年）夏，因病解任官职请求回到開封，寻医问药。宋太宗派遣内侍和道士馬志探診他的病状。不久，去世。享年四十八岁，追贈侍中。他经常将賜物奉禄分给親戚旧知，去世时，家中没有余财。